# SN 1997ca
SN 1997ca – supernowa typu Ia odkryta 29 kwietnia 1997 roku w galaktyce A141640+5231. W momencie odkrycia miała maksymalną jasność 22,60m.